# Torymoides keralensis
Torymoides keralensis är en stekelart som beskrevs av T.C. Narendran 1994. Torymoides keralensis ingår i släktet Torymoides och familjen gallglanssteklar. Inga underarter finns listade i Catalogue of Life.